# Мадисън (окръг, Флорида)
Вижте пояснителната страница за други значения на Мадисън.
Окръг Мадисън (на английски: Madison County) е окръг в щата Флорида, Съединени американски щати. Площта му е 1854 km², а населението - 18 733 души (2000). Административен център е град Мадисън.